# М
М — літера української та інших слов'янських абеток. Сімнадцята літера української абетки. За формою накреслення — видозмінена кирилична літера  («мисліте»), що походить з візантійського уставного письма.

## Звуки
- [m] (м) — дзвінкий губно-губний носовий
- [m̥] (твердий м) — глухий губно-губний носовий
- [ɱ] (твердий м) — дзвінкий губно-зубний носовий

## Історія
У староукраїнській графіці у зв'язку з наявністю різних писемних шкіл і типів письма (устав, півустав і скоропис) вживалося у кількох варіантах, що допомагає визначити час і місце написання пам'яток.
У XVI столітті, крім рукописної, з'явилася друкована форма літери.

## Використання
В сучасній українській мові цією літерою позначають твердий або м'який сонорний зімкнений носовий губний приголосний звук (мати, місто, мир).
«М» буває велике й мале, має рукописну й друковану форми.
У давньоруській і староукраїнській писемностях мала числове значення «сорок». Нині використовується також при класифікаційних позначеннях і означає «сімнадцятий».
При цифровій нумерації вживається як додаткова диференційна.

## Таблиця кодів
| Кодування    | Реєстр | Десятковий код | 16-ковий код | Вісімковий код | Двійковий код     |
| ------------ | ------ | -------------- | ------------ | -------------- | ----------------- |
| Юнікод       | Велика | 1052           | 041C         | 002034         | 00000100 00011100 |
| Юнікод       | Мала   | 1084           | 043C         | 002074         | 00000100 00111100 |
| ISO 8859-5   | Велика | 188            | BC           | 274            | 10111100          |
| ISO 8859-5   | Мала   | 220            | DC           | 334            | 11011100          |
| KOI 8        | Велика | 237            | ED           | 355            | 11101101          |
| KOI 8        | Мала   | 205            | CD           | 315            | 11001101          |
| Windows 1251 | Велика | 204            | CC           | 314            | 11001100          |
| Windows 1251 | Мала   | 236            | EC           | 354            | 11101100          |